# شهرستان فلگلر (فلوریدا)
شهرستان فلگلر، فلوریدا (به انگلیسی: Flagler County, Florida) یک سکونتگاه مسکونی در ایالات متحده آمریکا است که در فلوریدا واقع شده‌است.

## خصوصیات
شهرستان فلگلر ۱٬۴۷۸٫۸۹ کیلومترمربع مساحت دارد.